# Я вас любив
«Я вас любив…» («Я вас любив: любов ще, бути може …») — вірш Олександра Сергійовича Пушкіна, написаний у 1829 році представляє собою ліричну мініатюру, створену, на думку дослідників, як відгук на реальні події в житті поета. Мелодійність елегії утворюється завдяки п'ятистопному ямбу з пірихою.
Уперше опубліковано в альманасі «Північні квіти» (1830)

## Версія про адресата вірша
Версію про те, що вірш звернено до дочки президента Академії мистецтв Ганни Олениної, першим висунув біограф Пушкіна Павло Анненков; згодом це припущення підтримали деякі вітчизняні літературознавці.
У той же час, на думку пушкініста Тетяни Цявловскої, історія взаємин поета і Олениною залишається малодослідженою, а гіпотеза про те, що Анна Олексіївна є адресатом вірша, — спірною.
Пушкін, який бував після закінчення ліцею в будинку Олексія Миколайовича Оленіна, знав його дочку ще дитиною. Повернувшись після заслання до Петербурга, поет відвідав багатьох добрих знайомих, у тому числі сім'ю Оленіних. За роки розлуки Анна Олексіївна перетворилася в панночку, яка не знає нестачі в шанувальників. У своєму недописаному романі, уривки з якого були включені в щоденник (липень 1828), Оленіна називала Пушкіна «найцікавішою людиною свого часу»:
|  | Усі — чоловіки та жінки — поспішали надати йому знаки уваги, якими відзначають геніїв. Одні робили це, слідуючи моді, інші — щоб роздобути чарівні вірші й завдяки цьому надати собі ваги, треті, нарешті, — з дійсного поваги до генія.Оригінальний текст (рос.) Все — мужчины и женщины — спешили оказать ему знаки внимания, которыми отмечают гениев. Одни делали это, следуя моде, другие — чтобы заполучить прелестные стихи и благодаря этому придать себе весу, третьи, наконец, — из действительного уважения к гению. |

Поет насправді доглядав за Олениною і робив їй пропозицію, проте в його чернетках збереглися начерки до восьмому розділі «Євгенія Онєгіна», у якій Annette Olenine фігурує як досить неоднозначний персонаж: «Вже так манірна, так мала», «…Що мимоволі кожен гість / Гадав у ній розум і злість». На думку Цявловської ці рядки свідчать про те, що відбулися якісь події, що вразили самолюбство Пушкіна.
Внучка Олениної, Ольга Миколаївна Оом, стверджувала, що в альбомі Анни Олексіївни був написаний від руки Пушкіна вірш «Я вас любив…» Під ним були зафіксовані дві дати: 1829 і 1833 з позначкою «plusqueparfait — давно минув». Сам альбом не зберігся, і питання про адресата вірші залишилося відкритим.
|  | Уся психологічна основа вірша «Я вас любив…» противиться тому, щоб визнати його написаним до Олениною. Слова вірша припускають безмежну відданість жінці — до цілковитої відмови від власного почуття. За віршем відчувається якась протяжність, давність почуття, остуджують подих часу.Оригінальний текст (рос.) Вся психологическая основа стихотворения «Я вас любил...» противится тому, чтобы признать его написанным к Олениной. Слова стихотворения предполагают безграничную преданность женщине — до полнейшего отказа от собственного чувства. За стихотворением чувствуется какая-то протяженность, давность чувства, остужающее дыхание времени. |

## Основна тема
«Я вас любив…» — поетична сповідь, пристрасна і сумна одночасно. Слова прощання, адресовані колись коханій жінці, виконані прикрощі та чоловічої гордості. За своєю композицією вірш ділиться на дві частини, що не збігаються ні за розміром, ні за формою. Одна з них являє собою «ліричний розповідь», друга — «ліричний побажання». Перша займає сім рядків; це стриманий монолог героя, в якому тричі повторюється анафора «Я вас любив». У другій частині інтонація різко змінюється — відбувається несподіваний перехід від м'якої сповідальності до раптового емоційного пориву.
Парадоксальність вірші полягає в тому, що заключна рядок («Як дай вам Бог коханої бути іншим») спростовує все сказане в попередніх семи: вона означає, що «любов не закінчилася, а, навпаки, досягла вищого ступеня самовідданості». За словами літературознавця Ігоря Сухих, схожий прийом (присутність любові-зречення) можна спостерігати і в який з'явився роком пізніше фіналі «Євгенія Онєгіна», коли героїня зізнається: «Я вас люблю (до чого лукавити?), / Але я іншому віддана; / Я буду вік йому вірна».
Поет Наум Коржавин, який написав на початку 1960-х років окрему статтю про цей вірш, відзначав, що в ньому відсутні складні поетичні елементи, тому що вони зламали б вільний розвиток думки. Усі слова, сказані на перших семи рядках, «поступове вимовляння почуття», — це шлях до підсумкової фразі:
|  | Звичайно, є в цих останніх рядках і гіркий присмак: передчуття, що такий надійної й вірного кохання героїні вже не зустріти. Але цей присмак тільки надає достовірність головному: дай вам бог коханою бути для іншого так само.Оригінальний текст (рос.) Конечно, есть в этих последних строках и горький привкус: предчувствие, что такой надёжной и верной любви героине уже не встретить. Но этот привкус только придаёт достоверность главному: дай вам бог быть именно так любимой другим. |